# Je m'appelle Asher Lev
Je m'appelle Asher Lev est un roman d'apprentissage de Chaïm Potok, écrivain, dessinateur et rabbin américain, publié le 12 mars 1972. Le protagoniste du livre est Asher Lev, un garçon juif hassidique habitant Brooklyn, à New York. Solitaire et farouche, Asher est élevé par un père absent, abstrait dans le sauvetage de sa communauté, et une mère mélancolique-dépressive. Il a des inclinations artistiques. Son art provoque de vifs conflits moraux et idéologiques avec sa famille et d'autres membres de sa communauté. Ce livre suit la maturation, l'autonomisation et l'émancipation individuelle d'Asher, tant en tant qu'artiste qu'être humain.
Ce roman n'est pas sans teneur autobiographique. Chaïm Potok affirme que le conflit entre traditions et individualisme est constant et la tension entre religion et art, permanente. En plus d'être écrivain, Potok est peintre, et sa lutte personnelle est apparente dans sa peinture intitulée Brooklyn Crucifixion. Malgré cette lutte et son rejet de l’orthopraxie religieuse, Chaïm Potok reste à la fois peintre et écrivain croyant et engagé dans la religion de son éducation jusqu'à sa mort, en 2002.
Le Don d'Asher Lev constitue la suite de Je m'appelle Asher Lev.

## Histoire
Asher Lev est un garçon né dans une famille hassidique yiddishophone pauvre mais aimante. Il est doté de talents artistiques. Il pratique le dessin comme échappatoire à une existence pesante. Pendant son enfance, au début des années 1950, à l'époque de Joseph Staline et de la persécution des Juifs religieux en URSS et en Europe de l'Est, le penchant artistique d'Asher le met régulièrement en conflit avec les membres de sa communauté. Celle-ci valorise la pratique religieuse orthodoxe et considère l'art profane au mieux comme une perte de temps, au pire comme une offense à leur foi, contrevenant aux commandements bibliques condamnant l’idolâtrie et aux interprétations talmudiques assimilant les représentations picturales à un sacrilège.
Le conflit entre Asher et ses proches en sort renforcé, notamment avec son père, Aryeh, qui a consacré sa vie au service de leur chef spirituel, le Rabbin, en voyageant à travers le monde pour apporter les enseignements et la pratique de leur communauté à d'autres Juifs. Aryeh, moralement incapable de comprendre ni même d'apprécier l'art, considère comme « folie » les premiers dessins d'Asher. Sa condamnation, au départ indulgente, se fait de plus en plus sévère.
La mère d'Asher, Rivkeh, mélancolique, a été traumatisée par la mort récente de son frère aîné qui avait joué pour elle le rôle de père au décès de leurs parents dans un pogrom, avant leur émigration hors d'Europe. Ce dernier est mort accidentellement aux États-Unis, alors qu'il voyageait pour le Rabbin, dans l'enfance d'Asher. Rivkeh ne parvient à sortir de sa dépression mélancolique que lorsqu'elle se résout à poursuivre le travail entrepris par son frère, obtenant la permission rabbinique de retourner à l'Université de New York afin d’étudier la slavistique et les études russes. Influencée par la philosophie du tikkoun olam, elle considère qu’ « il ne faut pas laisser le monde inachevé ». Tout au long du roman, elle souffre d'anxiété pour la sécurité de son mari lors de ses déplacements réguliers aux États-Unis et à l’étranger. Chaque jour, elle guette avec inquiétude le retour de son fils à la fenêtre.
Afin d'établir plus facilement des yeshivot en Europe, notamment à Zurich, Anvers, Berlin, en Pologne et en Italie, le Rabbin demande à Aryeh de déménager à Vienne. Très contrarié à ce sujet, Asher refuse systématiquement l’idée du déménagement de son père, malgré les demandes répétées de ses parents et de ses professeurs. Finalement, Rivkeh se résout à rester à Brooklyn avec Asher pendant qu'Aryeh déménage et s’installe seul à Vienne.
Lors de l'absence du père, Asher explore sa nature artistique au détriment des études juives. Ses résultats scolaires à la yeshiva sont en chute libre. Il fréquente les musées d'art où il étudie la peinture. Mal à l'aise voire honteux avec certains sujets comme les nus et les crucifixions, il décide néanmoins de les peindre. Aryeh, de retour chez lui après un long voyage en Russie pour le Rabbin, découvre des dessins qu'Asher a faits de crucifixions pour les étudier, et est furieux. Le père d'Asher estime à présent que son don est pervers, et œuvre de la sitra achra ("l’Autre côté"). Il souhaite que Rivkeh lui interdise de fréquenter les musées. Toutefois, Rivkeh s’y refuse, sachant qu'il est inutile d'empêcher Asher de s’y rendre. Désemparée, elle est tiraillée entre l’individualité croissante d’Asher et le respect du rôle de père d’Aryeh.
Contre toute attente, le Rabbin intercède en faveur d’Asher et lui permet d'étudier auprès d'un artiste, Jacob Kahn, juif non-pratiquant (réformé) ayant divorcé de cette même communauté, et qui est néanmoins resté admiratif du Rabbin et respectueux de l’orthopraxie des Lev. Jacob Kahn enseigne alors à Asher les techniques artistiques et l'histoire de l'art, l’encourage à « peindre la vérité » et à ne pas devenir une « putain ». Pendant ce temps, alors qu'Asher continue de refuser de déménager en Europe, Rivkeh s'y installe également pour soutenir son mari, laissant son fils vivre avec son oncle et Kahn, de plus en plus malade, chez qui il poursuit son apprentissage. Après plusieurs années, Asher lance sa carrière précoce à New York.
Leur travail en Europe terminé, les parents d'Asher retournent à Brooklyn alors qu'Asher se rend lui-même en Europe pour étudier les Beaux-arts. Il visite notamment Florence, passant des heures à étudier la Déposition ainsi que le David de Michel-Ange. Plus tard, après avoir déménagé à Paris dans le quartier de Montparnasse, Asher peint son chef-d'œuvre : deux œuvres utilisant le symbolisme de la crucifixion pour exprimer l'angoisse et le tourment de sa mère, la tradition picturale juive ne comptant pas de forme artistique exprimant de tels sentiments.
Lorsque ces œuvres sont exposées lors d'une exposition d'art à New York, la première à laquelle les parents d'Asher ont assisté, l'imagerie offense à tel point ses parents et sa communauté que le Rabbin lui demande de s'éloigner. Asher, sentant qu'il est destiné à parcourir le monde, à exprimer son angoisse et son individualité à travers son art, mais aussi à causer de la douleur à ses proches en retour, décide de retourner seul en Europe. Alors qu’il doit prendre un taxi pour ne pas rater son embarquement, après une énième dispute avec ses parents, le roman se termine sur l’évocation de l’une de leurs innombrables séparations hâtées et douloureuses.

## Cadre
L'intrigue de Je m'appelle Asher Lev a lieu dans les années 1950 dans une communauté juive hassidique à Brooklyn, à New York. Asher étudie aussi l'art en dehors de sa communauté à New York, dans le Massachusetts et en Europe.

## Personnages
Asher Lev - Asher est le protagoniste et narrateur de l'histoire. C'est le début de sa vie qui est raconté, jusqu'à ses vingt-deux ans. Pendant son enfance, sa passion pour le dessin et la peinture le rend apathique envers le reste du monde. Peu concentré sur son éducation, il provoque ainsi la honte de son entourage, notamment de son père. Asher se rebelle par intérêt pour l'art, mais pas intentionnellement. En vieillissant, il  apprend à canaliser son émotion et son énergie dans ses œuvres et connaît un immense succès.
Jacob Kahn – Jacob Kahn est un artiste à succès. Il se crée un style de vie libre, affranchi du conditionnement religieux et communautaire et des injonctions à la popularité. Il croit en la création d'un équilibre entre les émotions intérieures et la véritable identité. Mentor d'Asher, il lui enseigne des techniques fondamentales. Il est très ferme, et souvent de manière humiliante.
Aryeh Lev - Père d'Asher et membre notable influent de la communauté juive locale. Aryeh est titulaire d'une maîtrise de science politique et parle couramment anglais, yiddish, français et russe. Engagé dans son travail pour le Rabbi, il parcourt l'Europe pour construire des yeshivot et sauver les Juifs de la persécution russe. Aryeh est titulaire d'une maîtrise en sciences politiques  et parle anglais, yiddish, français et russe. Il se méfie des non-juifs en raison de la mort de son père aux mains d'un chrétien ivre brandissant une hache . Il est têtu, fermé d'esprit et rencontre des difficultés avec un système de valeurs autres que le sien.
Rivkeh Lev - Rivkeh Lev est déchirée entre son amour pour son mari et son fils. Après avoir récupéré de sa maladie, elle retourne à l'école pour terminer le travail de son frère Yaakov. Elle obtient une maîtrise puis poursuit un doctorat en études russes. Elle se range du côté de son mari et part avec lui en Europe, laissant Asher vivre avec son oncle. Rivkeh Lev ne comprend pas toujours l’œuvre d'Asher.
Le rabbin -Chef de la communauté juive hassidique de Ladover, il ordonne au père d'Asher de travailler. Comprenant le don d'Asher, il le fait étudier avec Jacob Kahn 
Yudel Krinsky - Propriétaire du magasin où Asher achète du matériel, il fut sauvé par Aryeh après avoir passé des années en Sibérie. Yudel Krinsky juge qu'Asher ne devrait pas causer autant de problèmes à un homme bon comme son père. Malgré cela, il tolère l'art par amitié pour Asher.
Yaakov - Oncle d'Asher, il est mort dans un accident de voiture quand Asher avait six ans. Sa mort rend malade Rivkeh. Comme Aryeh, il a voyagé pour le rabbin, ce qui dérange Rivkeh.
Yitzchok - Riche oncle d'Asher qui le soutient et reconnait ses compétences artistiques. Il se montre gentil et généreux, c'est avec lui qu'Asher séjourne quand ses parents sont en Europe. Yitzchok est l'un des premiers à reconnaître que la capacité d'Asher peut faire fortune, et il investit dans son travail.
Anna Schaeffer - Femme sophistiquée, propriétaire de la galerie d'art où le travail d'Asher est exposé. C'est grâce à Anna Schaeffer qu'Asher est reconnu. Elle est présentée à Asher par Jacob Kahn. Elle est impatiente, mais se soucie de ses artistes.
Madame Rackover – La gouvernante des Lev. Ayant connu la Sibérie, elle comprend les souffrances que Yudel Krinsky y a vécues. C'est aussi l'une des premières personnes à comprendre les dons artistiques d'Asher.

## Thèmes

### Les traditions contradictoires
Ce roman traite de traditions conflictuelles. Celle de l'art s'oppose à celle du judaïsme, le conflit entre le père et le fils est montré, le contentement d'une vie est contradictoire avec la paix familiale (la valeur juive du chalom bayit), enfin, le monde traditionnel juif contraste avec l'Amérique laïque.

### La souffrance
Je m'appelle Asher Lev explore la nature de la souffrance. Le rejet que le père d'Asher a contre les tendances artistiques d'Asher peut être mis en parallèle avec la souffrance des nombreux Juifs en Russie et en Allemagne, opprimés par le gouvernement. Tout comme ils furent punis pour leurs croyances, Asher est mal vu par son père, ses professeurs et ses pairs.. Quand Asher essaie de dépeindre la souffrance de sa mère, « [sa] recherche d'un motif n'en révèle aucun assez puissant dans [sa] propre tradition, et donc [il] se tourne vers le thème iconographique central de la souffrance dans la tradition chrétienne : la Crucifixion. " 

### La beauté
Par sa formation, Asher Lev explore les traditions esthétiques de la beauté.

### Identité personnelle
Le titre du livre indique le problème qu'Asher a avec l'identité de soi. Jacob Kahn dit à Asher : « En tant qu'artiste, tu n'es responsable envers personne ni envers rien, sauf envers toi-même et envers la vérité telle que tu la vois. »

## Accueil critique
Ce livre a une suite, Le Don d'Asher Lev. Le premier Brooklyn Crucifixion, œuvre d'Asher qui joue un rôle central dans la conclusion du roman, est une véritable peinture de Potok ; la seconde Crucifixion, qui est décrite dans le livre comme étant supérieure à la première, n'a pas d'équivalent réel.
Le livre est une représentation de la communauté Loubavitch. Brooklyn Parkway, qui se caractérise par sa circulation dense et ses promenades insulaires, est une référence à Eastern Parkway. Cependant, contrairement à l'opinion populaire, le personnage de Yudel Krinsky n'est pas censé faire référence à Chaim Yehuda Krinsky, l'un des assistants du rabbin Menachem Mendel Schneerson.

## Adaptation
En janvier 2009, une adaptation théâtrale d'Aaron Posner est créée à Philadelphie à l'Arden Theatre Company. Elle est ensuite produite par le Round House Theatre à Bethesda (Maryland) en mars et avril 2010. En 2012, la pièce est mise en scène au Long Wharf Theatre de New Haven  et par Theatrical Outfit à Atlanta La première production new-yorkaise Off-Broadway de la pièce a lieu au Westside Theatre le 28 novembre 2012. Elle remporte le prix Outer Critics Circle et le prix John-Gassner.